# Rhoeidium
Rhoeidium  es un género botánico de plantas con cuatro especies,  perteneciente a la familia de las anacardiáceas.

## Taxonomía
El género fue descrito por Edward Lee Greene y publicado en Leaflets of Botanical Observation and Criticism 1(10): 143–144. 1905. La especie tipo es: Rhoeidium microphyllum (Engelm.) Greene 

## Especies
- Rhoeidium cinereum Greene
- Rhoeidium glabellum Greene
- Rhoeidium microphyllum (Engelm.) Greene
- Rhoeidium potosinum Greene
- Rhoeidium retusum Greene
- Rhoeidium rugulosum Greene
- Rhoeidium vestitum (Engl.) Greene